# الخرساء (فلم)
الخرساء فيلم مصري تم إنتاجه عام 1961، إخراج حسن الإمام وبطولة سميرة أحمد وعماد حمدي.

## تمثيل
- سميرة أحمد
- عماد حمدي
- زكي رستم
- زوزو نبيل
- حسن يوسف
- كمال حسين
- فاخر فاخر
- هالة فاخر

## روابط خارجية
- مقالات تستعمل روابط فنية بلا صلة مع ويكي بيانات